# Bajan I.
Bajan I. je bil od leta 562 do 602 kagan Avarskega kaganata, * ni znano, † 602.
Bajan I. je bil leta 562 izvoljen za kagana avarske države. V času njegove vladavine je moč države zelo narasla.
Z bizantinskim cesarjem Justinijanom I. je sklenil sporazum, s katerim so  Avari prevzeli obrambo severne meje Bizantinskega cesarstva in v zameno dobivali letni davek.
Justinijanov naslednik Justinijan II. davka ni nameraval plačevati in sporazum je propadel. Avari so zato leta 570 napadli in zavzeli Sirmium (zdaj Sremska Mitrovica). Umaknili so se šele, ko je bil potrjen stari sporazum, vendar je bila zdaj vsota višja. Napad so ponovili leta 578, ko je novi cesar postal Tiberij II.
584 je Bajan trajno zavzel Sirmium, saj je bilo Bizantinsko cesarstvo močno oslabljeno zaradi vdorov Slovanov. Zasedba je sprožila vojno Avarov z Bizantinci. Avari so sprva zavzeli še Singidunum (zdaj Beograd) in Viminacium in leta 584 predlagali, da se sporazum obnovi z višjim davkom, kar so Bizantinci zavrnili. Avari so ponovno napadli in zavzeli Adrianopolis v Trakiji. Leta 587 so jih Bizantinci porazili.
Prelomni dogodek se je zgodil leta 592, ko so je Bizatinsko cesarstvo povezalo s Frankovskim cesarstvom in skupaj z njim napadlo Avare. Avari so napad Bizantincev odbili in prodrli skoraj do Konstantinopla. 
Leta 595 so Avari začeli novo vojno. Tokrat so bili poraženi in sklenili mir. 

## Vira
- Lászlo Makkai, András Mócsy, ur. (2001). History of Transylvania, II.4 "The period of Avar rule".
- Olajos, Thérèse (1976). "La chronologie de la dynastie avare de Baïan". Revue des études byzantines (francosko) 34: 151–158. doi: 10.3406/rebyz.1976.2050. Pridobljeno 28. maja  2011.

| Bajan I. Rojen: 6. stoletje Umrl: 602 |                                         |                      |
| Vladarski nazivi                      |                                         |                      |
| Predhodnik: Kandik                    | Avarski kagan Vladar Kutrigurov 562-602 | Naslednik: Bajan II. |